# Élection anticipée
Une élection anticipée est une élection provoquée par une personne ou un corps légal autorisé par la loi ou la constitution et ce avant la fin du terme d'un mandat, c'est-à-dire avant la fin de la période devant normalement séparer deux élections pour le même poste.
Une situation de crise ou la démission d'un gouvernement sont des exemples de situation pouvant justifier des élections anticipées.

## En France
En France, des élections anticipées peuvent intervenir dans de multiples contextes. Dans le cadre d'élections présidentielles anticipées, elles font nécessairement suite à la démission ou de décès du président de la République en application de l'article 7 de la Constitution du 4 octobre 1958. Elles peuvent résulter d'une destitution du chef de l'État suivant les modalités de l'article 68.
Des élections législatives anticipées peuvent avoir lieu à l'issue d'une dissolution de l'Assemblée nationale en application de l'article 12 de la Constitution. Ce cas de figure a eu lieu à quelques reprises depuis le début de la Ve République, notamment lors de la dissolution ayant provoqué les élections législatives françaises de 2024, prononcée par Emmanuel Macron.
Enfin, des élections municipales anticipées dites "partielles intégrales" sont organisées lorsque plus d'un tiers au moins du conseil municipal d'une commune remet sa démission, ou lorsque celui-ci ne compte pas plus de cinq membres, suivant les dispositions de l'article L. 258 du code électoral. Elles sont dites "partielles complémentaires" lorsqu'il n'y a pas lieu de procéder à un renouvellement intégral du conseil municipal, mais uniquement à l'élection d'un nombre limité de conseillers du fait d'une vacance de certains sièges.